# Will Hoebee
Will Hoebee (29. června 1947 Hilversum, Nizozemsko – 10. června 2012 Amsterdam, Nizozemsko) byl nizozemský hudební producent a skladatel. V roce 1981 se oženil se zpěvačkou José Hoebee. Produkoval alba umělců, jakými jsou například Saskia & Serge, Gheorghe Zamfir, David Soul nebo Nana Mouskouri.